# Pseudorhynchus antennalis
Pseudorhynchus antennalis är en insektsart som först beskrevs av Carl Stål 1877.  Pseudorhynchus antennalis ingår i släktet Pseudorhynchus och familjen vårtbitare. Inga underarter finns listade i Catalogue of Life.